# Palazzo Gondi
A Palazzo Gondi az olaszországi Firenzében található, a Piazza di San Firenze téren. Az 1490-es években épült Giuliano da Sangallo tervei alapján. A Gondi család építtette a palotát, akik jelentős szerepet játszottak a város életében majd Franciaországéban is, miután kivándoroltak oda. Udvarára a Via dei Gondi utca felől lehet bejutni, ahol árkádos oszlopsor látható, amely a reneszánsz paloták egyik jellegzetessége, valamint egy szép lépcsőfeljárat és egy kút is van az udvarban. Amikor a palotát építették, több középkori házat lebontottak az építkezés miatt, ezek egyikében élt fiatalkorában Leonardo da Vinci.